# Яровка (Волынская область)
Яровка (укр. Ярівка) — село в Гороховской городской общине Луцкого района Волынской области Украины.
Код КОАТУУ — 0720885011. Население по переписи 2001 года составляет 339 человек. Почтовый индекс — 45723. Телефонный код — 3379. Занимает площадь 5,09 км².

## История
В 1946 году указом ПВС УССР село Ядвиновка переименовано в Яровку.
До 2020 года входило в Гороховский район.